# Eugen Meier
Eugen Meier (30 de abril de 1930 - 26 de março de 2002) foi um futebolista suíço que atuava como atacante.

## Carreira
Eugen Meier fez parte do elenco da Seleção Suíça de Futebol, na Copa do Mundo de 1954, em casa na Suíça e 1962.